# Versteckspiel

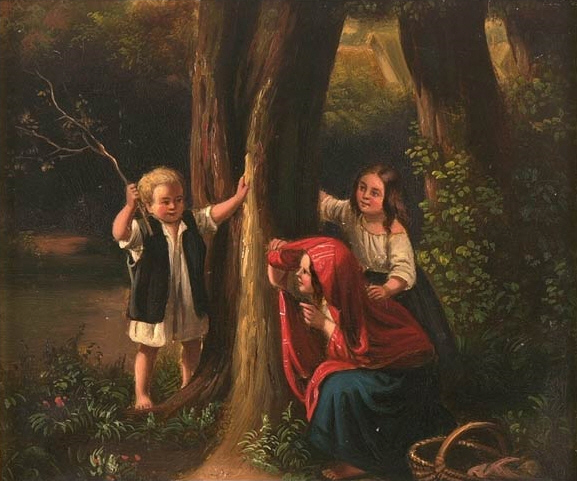
Drei Kinder beim Versteckspiel im Wald (Gemälde vermutlich von Friedrich Eduard Meyerheim, 19. Jh.)

Versteckspiel oder kurz Verstecken (ostfränkisch Versteckerle[n]s; bairisch Verstecksdi, Versteckus; berlinerisch Verstecke, rheinfränkisch Suchches) ist ein weltweit bekanntes Kinderspiel, bei dem ein Kind die mitspielenden Kinder suchen muss, nachdem diese sich versteckt haben.

## Spielfeld
Als Spielbereich für das Versteckspiel eignet sich jedes Gelände in Innenräumen und im Freien, das Möglichkeiten bietet, sich vor den Augen des Suchenden zu verbergen. Während jüngeren Kindern schon eine kleinflächige Räumlichkeit im Wohnbereich, ein Baum oder Büsche im Garten genügen, benötigen ältere Kinder ein großflächigeres Areal mit anspruchsvolleren Versteckmöglichkeiten, um noch gefordert zu sein.

## Regeln
Das Kind, das, meist ausgewählt durch einen Abzählreim, suchen muss, hält sich die Augen zu oder lehnt sich mit geschlossenen Augen gegen das Mal und zählt dabei so laut hoch bis zu einer bestimmten Zahl, dass es die anderen Kinder hören können. In dieser Zeit sucht jedes Kind ein möglichst gutes Versteck im Haus oder im Freien. Ist das zählende Kind bei der festgelegten Zahl angekommen, fügt es regional unterschiedlich noch einen Spruch an. Beispielsweise
Eins, zwei, drei, vier Eckstein,

alles muss versteckt sein.

Hinter mir und vorder mir gilt es nicht,

und an beiden Seiten nicht!

Eins, zwei, drei, vier, fünf, sechs, sieben, acht, neun, zehn – ich komme!
Oder auch einfach
Eckstein, Eckstein, alles muss versteckt sein. 1 – 2 – 3 – ich komme!“
regional auch beispielsweise
„Dürkheim, Dürkheim, alles muss versteckt sein.“

Berlin: „Eins, zwei, drei, vier Eckstein,

alles muss versteckt sein.

Wer hinter mir und vorder mir, an allen beiden Seiten,

muss drei mal hinternander dranne sein.“

Berlin (eine derbe Variante): "Ene, Mene, Mopel,

wer isst Popel?

Für eine Mark und achtzig, süss und saftig,

für eine Mark und zehn und Du kannst gehn."

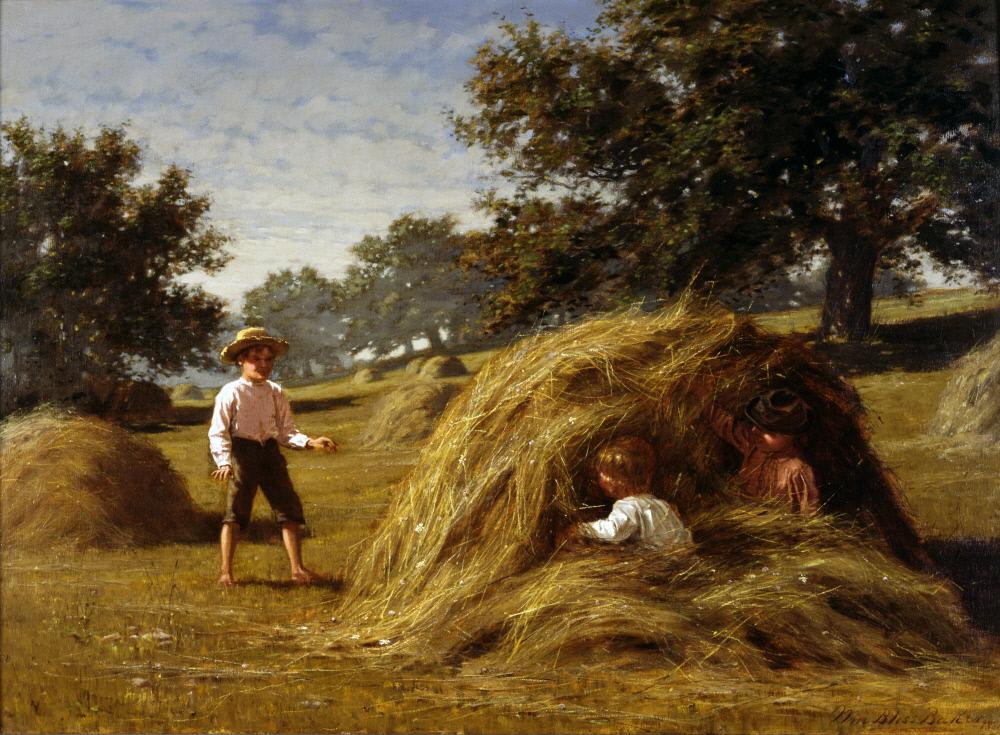
Verstecken (Gemälde von William Bliss Baker 1881)

Nun darf es die Augen öffnen und beginnt, die anderen Kinder zu suchen. Wenn es ein Kind gefunden hat, muss es, je nach Variante, dieses berühren oder auch nur laut dessen Namen ausrufen („Ich sehe Anna hinter der Mauer“ oder auch „Anschlag Anna“). Die so entdeckten Kinder sind gefunden oder gefangen. Als Strafe wird meist aus einem von ihnen der nächste Sucher erkoren.
Die Runde ist beendet, wenn alle Kinder gefunden wurden.

## Varianten

### Mehrfachversteck
Eine Variante tritt häufig in Kraft, wenn ein Kind lange nicht gefunden wird und alle anderen bereits entdeckt wurden. Man verabredet nun, dass alle suchen. Hat allerdings ein Kind den am besten Versteckten entdeckt, so versteckt es sich seinerseits bei ihm. Nach und nach bilden die versteckten Teilnehmer eine Gruppe und nur noch ein Kind bleibt zum Suchen, welches dann alle auf einmal findet. Eine optionale Zusatzregel besteht im möglichen Abbruch des Spiels durch den Suchenden, wenn sich mehrere Leute in einem Versteck befinden. Dies bemerkt entweder der Sucher selbst oder die bereits gefunden oder freigeschlagenen Leute.
Dann darf der Sucher eine beliebige Person aus dem Mehrfachversteck als neuen Sucher bestimmen.

### Verstecken mit Anschlagen (am Mal)
Eine verbreitete Variante besteht darin, dass der Versteckte am Mal angeschlagen werden muss: Findet der Sucher jemanden, muss er zum Startplatz zurücklaufen, und den Gesuchten ausrufen. Mancherorts schlägt man dann dreimal an das Mal und ruft „1,2,3 für XY“ (Name), oder dahinter „ab“.
Dabei können die Versteckten versuchen, vor dem Sucher das Mal zu erreichen. Gelingt dies einem Kind, berührt es das Mal und ruft seinerseits etwa „1,2,3 für mich“ oder seinen Namen und dahinter „frei“  – und ist somit freigeschlagen, und damit aus dem Kreis der als Nächstes zu Suchern auszuzählenden Mitspieler befreit. Zum einen trachtet man, schneller beim Mal zu sein als der Suchende, was zu einem Wettlauf führt. Man kann als Versteckter aber auch versuchen, unbemerkt ans Mal zu schleichen und sich freizuschlagen. Diese Variante bietet also reizvolle taktische Überlegungen zum Bleiben oder Verlassen des Verstecks.
Die Runde ist beendet, wenn alle Kinder angeschlagen sind beziehungsweise haben.
Dabei muss es sich der Suchende allerdings deutlich vom Mal entfernen, da dies sonst als „Totenwache“, „Hexenwache“ oder „Katzenwache“ gilt.
Weil man versuchen könnte, einen strategisch günstigen Platz ganz in der Nähe des Mals auszusuchen, ohne sich richtig zu verstecken, in der Absicht, sich sofort nach dem „ich komme!“ oder zumindest schnell freischlagen zu können, bevor das suchende Kind reagieren kann, ist aus diesem Grund ein formelhafter Spruch mit Ausnahmen definiert:

„Hinter mir, vorder mir, links, rechts, gilt es nicht.“

Diese Regeln werden dann meist je nach Örtlichkeit sukzessive angepasst.
Drei Scheitel ist eine regionale Variante des Anschlagens (in Niedersachsen, auch in Bayern vorkommend, dann Scheiteln; in Süd-Baden-Württemberg als „Holzschietleverband“ Alemannisch bekannt): Ist einer schon „ab“, kann ein anderer aus seinem Versteck kommen und am Abschlagort „alle frei“ rufen. Dann sind alle frei, die schon vorher „ab“ waren.  Sind alle gefunden, ist derjenige, der als erstes „ab“ war, der nächste Sucher. Sind alle „frei“, muss der alte Sucher wieder zählen.

### A-Zerlatschen
Ferner ist das A-Zerlatschen eine Alternative zum gewöhnlichen Versteckspiel. Zwei Gruppen definieren sich in Suchende und Versteckende. Die suchende Gruppe baut aus Ästen ein A auf dem Boden und muss dieses bewachen. Werden Mitspieler aus der sich versteckenden Gruppe von Suchern entdeckt, muss die entdeckte Person in unmittelbarer Nähe zum gebauten A laut rufen. Der gefundene Spieler muss sich in ein in der Nähe des A befindliches Areal begeben und dort bleiben. Die übrigen Verstecker können ihre Mitspieler aus der Isolierung befreien, indem sie das A „zerlatschen“, also die Äste voneinander weitgehend entfernen. Während die Sucher das A wieder zusammenbauen, haben die sich Versteckenden die Möglichkeit, ein neues Versteck zu finden. Das Spiel hat entweder ein offenes Ende oder wird beendet, wenn die Verstecker-Gruppe komplett isoliert wurde.
Alternativ werden drei Stöcke zu einer Pyramide aufgestellt.

### Fang-Verstecken
Beim Fang-Verstecken wird zunächst ein „Sucher“ ausgewählt. Dieser hält sich dann die Hände vor die Augen oder lehnt sich an einen Gegenstand, sodass er die anderen Kinder nicht sieht, und zählt bis zu einer vorher festgelegten Zahl. Währenddessen verstecken sich die anderen Kinder. Findet der Sucher ein Kind, muss dieses weglaufen und der Sucher muss es – ähnlich wie beim Fangen – fangen. Das Kind, welches zuerst gefangen wurde, ist der nächste Sucher.

### Dreizehn
Diese Variante eignet sich besonders für ein Gelände mit geringen Versteckmöglichkeiten. Die Mitspieler verstecken sich, während der „Sucher“ mit geschlossenen Augen rückwärts von 13 bis Null zählt, wie bei einem Raketen-Countdown. Bei Null öffnet er die Augen und versucht ein Kind zu entdecken, wobei er drei Schritte in eine beliebige Richtung machen darf. Konnte er einen Mitspieler entdecken, ruft er dessen Namen. Ist er hingegen erfolglos, schließt er die Augen und beginnt wieder zu zählen, diesmal von 12 startend. Während des laut hörbaren Zählens müssen alle Mitspieler ihr Versteck verlassen, den „Sucher“ kurz berühren und sich erneut verstecken. Das nächste Zählen beginnt mit 11. Im Verlauf des Spiels werden die Zählzeiten immer kürzer, womit die Mitspieler immer hektischer zwischen ihren Verstecken und dem „Sucher“ hin und her laufen müssen. Der erste gefundene Mitspieler ist der neue „Sucher“. Dieser kann sich vor jedem Zählen einen beliebigen Zählstandort auswählen.

## Trivia
- Seit 2001 gab es in immer wieder erneuerten und ergänzten Ausgaben die Broschüre "Das Versteckspiel" Lifestyle, Symbole und Codes von neonazistischen und extrem rechten Gruppen, in einer Gesamtauflage, der erschienenen 13 verschiedenen Ausgaben, von über 100 000 Exemplaren.[3] Im Jahr 2023 wurde auf dazugehörigen Webseite "dasversteckspiel.de" die Einstellung des Projekts verkündet.